# Wola Rudlicka (gromada)
Wola Rudlicka – dawna gromada, czyli najmniejsza jednostka podziału terytorialnego Polskiej Rzeczypospolitej Ludowej w latach 1954–1972.
Gromady, z gromadzkimi radami narodowymi (GRN) jako organami władzy najniższego stopnia na wsi, funkcjonowały od reformy reorganizującej administrację wiejską przeprowadzonej jesienią 1954 do momentu ich zniesienia z dniem 1 stycznia 1973, tym samym wypierając organizację gminną w latach 1954–1972.
Gromadę Wola Rudlicka siedzibą GRN w Woli Rudlickiej utworzono – jako jedną z 8759 gromad na obszarze Polski – w powiecie wieluńskim w woj. łódzkim, na mocy uchwały nr 40/54 WRN w Łodzi z dnia 4 października 1954. W skład jednostki weszły obszary dotychczasowych gromad Wola Rudlicka, Janów i Milejów, a także wieś Rubin, kolonia Bolków Chojny, kolonia Górne, kolonia Marynka, kolonia Paczyńskie, kolonia Staropole, parcelacja Staropole i parcelacja Henryków z dotychczasowej gromady Okalew oraz kolonia Niemierzyn-Ugoda z dotychczasowej gromady Niemierzyn ze zniesionej gminy Ostrówek w powiecie wieluńskim; ponadto kolonia Oleśnica z dotychczasowej gromady Dąbrowa Miętka ze zniesionej gminy Złoczew w powiecie sieradzkim oraz osiedle Galbierka wyłączone z miasta Złoczew tamże. Dla gromady ustalono 13 członków gromadzkiej rady narodowej.
Gromadę zniesiono 1 stycznia 1958, a jej obszar włączono do gromady Ostrówek.